# LGV Pékin - Shanghai
 (décembre 2018).
Si vous disposez d'ouvrages ou d'articles de référence ou si vous connaissez des sites web de qualité traitant du thème abordé ici, merci de compléter l'article en donnant les références utiles à sa vérifiabilité et en les liant à la section « Notes et références ».
La ligne à grande vitesse Pékin - Shanghai, ou LGV Jing-Hu (chinois simplifié : 京沪高速铁路 ; chinois traditionnel : 京沪高速鐵路 ; pinyin : Jīng-Hù Gāosù Tiělù) est une ligne à grande vitesse de 1 318 kilomètres de long reliant Pékin et Shanghai, en Chine.
Cette ligne est ouverte au service commercial depuis le 30 juin 2011. Elle est parcourue par des trains circulant à la vitesse maximale de 350 km/h, mettant Shanghai à environ 4 h 28 minutes de Pékin pour le meilleur temps de parcours (contre environ 10 heures auparavant). 
C'est la plus longue ligne à grande vitesse construite en une seule phase.
Elle transporte 55 000 passagers chaque jour.

## Histoire
Les deux plus grandes villes de Chine, Pékin et Shanghai, n'étaient pas reliées par chemin de fer avant 1912, année d'achèvement de la ligne de Jinpu entre Tianjin et Pukou. La liaison complète entre les deux villes comprenait la voie ferrée existante entre Pékin et Tianjin, achevée en 1900, la voie ferrée de Huning entre Nankin et Shanghai ouverte en 1908, et un ferry reliant Pukou et Nankin sur le fleuve Yangtsé. Un train direct quotidien Pékin-Shanghai a été mis en service pour la première fois le 1er décembre 1913. 
En 1933, le trajet en train de Pékin à Shanghai prenait environ 44 heures, à la vitesse moyenne de 33 km/h. Les passagers devaient descendre à Pukou avec leurs bagages, embarquer sur un ferry nommé « Kuaijie » pour traverser le Yangtsé, et monter dans un autre train à Xiaguan de l'autre côté du fleuve. 
Le 22 octobre 1933, le train ferry de Nankin est mis en service. Le nouveau train ferry, « Changjiang » (Yangtsé), construit par une entreprise britannique, faisait 113,3 m de long, 17,86 m de large, et était capable de transporter 21 wagons de marchandises, ou 12 voitures passagers. Les passagers pouvaient rester dans le train pendant la traversée, et le temps de déplacement était ramené à environ 36 heures. Le service de train a été suspendu pendant l'invasion japonaise.

## Caractéristiques
1 140 kilomètres de la ligne, soit 86,5 % de la longueur totale, sont surélevés. Elle comprend 22 tunnels et 244 ponts, dont les 2 plus longs pont du monde, celui de Danyang-Kunshan (164 km) et de Tianjin (114 km) ainsi que celui de Pékin (48 km).

## Exploitation
Sous l'ancien ministre des chemins de fer, Liu Zhijun, la ligne de chemin de fer a été la première conçue pour une exploitation commerciale à 380 km/h. La ligne directe de Pékin-Sud à Shanghai-Hongqiao est prévue pour relier les 1 305 km de trajet en 3 h 58, soit une moyenne de 329 km/h, faisant de ce train le plus rapide au monde, en comparaison avec les 9 h 49 pour les trains les plus rapides circulant parallèlement sur les anciennes voies. Toutefois, à la suite du limogeage de Liu Zhijun, en février 2011, il est annoncé que la compagnie ferroviaire ralentit la vitesse commerciale à 300 km/h. À cette vitesse, il faudrait alors 4 h 48 pour effectuer le trajet, avec un arrêt à Nanjing. La ligne est à nouveau exploitée à la vitesse commerciale maximale de 350 km/h depuis le 26 juin 2017 avec les nouveaux trains Fuxing (technologie chinoise à 97 %). Une vitesse supérieure est prévue lorsque les trains Fuxing (version CR450) seront en services vers (où à partir de) 2027 au plus tard.
On peut acheter un billet en ligne ou dans les automates à la gare. Comme pour bien des trains en Chine, l'accès aux quais se fait avec un contrôle d'identité et de sécurité comme dans les aéroports. Ainsi, le contrôle d'identité reconnaît trois documents : la carte d'identité, le laissez-passer pour les habitants de Hong Kong et de Macao, le laissez-passer pour les Taiwanais, et le passeport. 
Le billet sur toute la ligne, de Pékin à Shanghai, coûte à partir de 553 CN en 2e classe (~75 €).